# План Алона

План Алона для Западного берега и сектора Газа (Израиль аннексирует светло-голубые районы)

План Алона (ивр. תוכנית אלון‎ — тохнит Алон) — предложение, разработаннов через месяц после Шестидневной войны 1967 года; способ решения израильской оккупации Западного берега, сектора Газа и Синайского полуострова. План был назван в честь его духовного отца, Игаля Алона, израильского генерала, а затем вице-премьера и министра абсорбции.
Согласно предложению, оккупация должна была быть прекращена, завоеванные территории в основном возвращены и, таким образом, будет заложена основа для мира между Израилем и его арабскими соседями. Часть Западного берега должна была быть возвращена Иордании (этот район должен был быть связан с Иорданией широким коридором вокруг Иерихона), создав таким образом иордано-палестинское государство. Оно также должно включать Сектор Газа, который будет связан с Западным берегом автомобильной дорогой (согласно первоначальной версии план должен был оставаться частью Сектора Газа, но в окончательном варианте уже считался частью Иордано-Палестинского государства) Большая часть Синайского полуострова должна была быть возвращена Египту..
План Алона содержал условия, которые арабские государства не желали принимать. Например, израильский контроль над долиной реки Иордан (включая всё западное побережье Мёртвого моря) и первым горным хребтом к западу от Иордании, а также контроль над всем Иерусалимом (включая оккупированный Старый город и Храмовую гору), также над одним пригородом Хеврона (Кирьят) Арба) и Гуш Эцион. На Синайском полуострове Израиль должен был контролировать некоторые стратегически важные объекты (плацдарм Рафах, побережье Красного моря от Эйлата до Шарм-эш-Шейха и два военных аэропорта на бывшей египетско-израильской границе).. Израиль также должен был остаться на Голанских высотах, завоёванных у Сирии. План также предусматривал демилитаризацию всех арабских территорий к западу от реки Иордан.
План был обусловлен мнением о том, что Израиль не может править более чем миллионом палестинских арабов. Хотя правительство Израиля так и не приняло его официально, политика поселений левого правительства, начиная с Шестидневной войны до 1977 года, была направлена именно на районы, которые Израиль должен был сохранить.